# Гавриченков, Владимир Степанович
Владимир Степанович Гавриченков (1925—2007) — почётный гражданин Мурманской области, заслуженный строитель РСФСР, управляющий трестом «Мурманскжилстрой» (1962—1968), начальник «Главмурманстроя» (1971—1979). Строил также в Москве, Подмосковье и в центре Кольского полуострова (крупные заводы, ГОКи, комбинаты). Новатор строительной отрасли — ввёл много полезных новшеств, как то почасовая доставка материалов. Построил известные сегодня каждому мурманчанину здания — МОДТ, плавательный бассейн.

## Биография
Имел высшее строительное образование, работал в отрасли с 1945 года. Участвовал в ВОВ: октябрь 1941 — доброволец, апрель 1942 — ранение. Награждён орденами и медалями. Скончался в Москве, где жил с 1979 года.

## Память
- Мемориальная табличка на доме, где он работал в Мурманске (ул. Софьи Перовской, 17).